# Mortal Kombat Gold
Mortal Kombat Gold (скор. MKG; укр. Смертельна битва, Золота [версія]) — відеогра в жанрі файтинг, оновлена версія Mortal Kombat 4 (1997) випущена в 1999 році. Ця гра розроблялася компанією Eurocom виключно для ігрової приставки Dreamcast і стала першою грою в серії Mortal Kombat, яка з'явилася на платформі шостого покоління. Mortal Kombat Gold надає додаткових персонажів і арени, яких не було в Mortal Kombat 4, а також новий механізм вибору зброї.

## Ігровий процес
Ігровий процес Mortal Kombat Gold значною мірою заснований на Mortal Kombat 4 і включає кілька додаткових персонажів і етапів, яких не було в Mortal Kombat 4, а також новий механізм вибору зброї. Нові етапи включають Церкву, Сходи, Потойбіччя та Душевну кімнату.

## Персонажі
У Mortal Kombat Gold представлений той самий список персонажів, що і в Mortal Kombat 4: Лю Кан, Джекс Бріггс, Соня Блейд, Джонні Кейдж, Саб-Зіро, Рейко, Джарек, Рейден, Таня, Скорпіон, Кай, Рептилія, Фуджин, Шіннок, Куан Чі, як підбос гри - Горо, а також секретні персонажі Нуб Сайбот і М'ясо. Крім того, Gold також включає шість додаткових персонажів: Кітану, Міліну, Сайракса, Кунг Лао, Бараку та секретного персонажа Сектора, які не були представлені в жодній версії Mortal Kombat 4, але були присутні в попередніх частинах франшизи.
Хоча сюжетна лінія гри багато в чому ідентична сюжету Mortal Kombat 4, в офіційному стратегічному посібнику до гри були помилково надруковані невикористані біографії шести нових персонажів, що повернулися, що викликало деяку плутанину серед фанатів .
У грі планувався додатковий персонаж на ім'я Белокк, але через брак часу його було виключено з готової версії.  Однак Eurocom випадково надіслала інформацію про персонажа до Game Informer, і в результаті шість його скріншотів стали надбанням громадськості, що породило чутки про те, що він насправді якось доступний.

## Рецензії
Mortal Kombat Gold отримала середній бал рецензій лише 55% на GameRankings.  Незважаючи на те, що графіка була найбільш наближеною до аркадної версії з усіх домашніх версій Mortal Kombat 4, Game Revolution поставив їй двійку і прокоментував, що «графіка непростимо жахлива» і «це досить гнітюче розчарування в 128-бітному шедеврі від Sega, особливо в порівнянні з Soulcalibur». Зброя, яку персонажі можуть використовувати в грі, була названа «нудною і нецікавою», часто мало пов'язаною з персонажами, і являла собою «або меч, або сокиру, або кийок». 
IGN був менш негативно налаштований до гри, присудивши їй 6,3 бали з 10, але був особливо критичним щодо системи зброї: «Приготування зброї - це повільний процес, в якому можна отримати будь-яку кількість поранень за одну спробу». Хоча IGN прокоментував покращення у порівнянні з попередніми іграми Mortal Kombat, брак глибини був визнаний непростимим[11]. Джефф Герстманн з GameSpot, який поставив грі оцінку 5. 0/10, писав, що «коли ви сідаєте і граєте в MK Gold, то відчуваєте себе майже як у ретроігри - ви дійсно відчуваєте, ніби витягли якусь стару гру, в яку не грали роками, і вона не постаріла витончено.»  Згідно з ретроспективою IGN, «ті ж самі видання, які колись хвалили її на Nintendo 64, були щасливі розгромити її як поверхневий і вульгарний пережиток минулої епохи». Реліз поруч із Soulcalibur, безумовно, не допоміг" .
Джефф Лундріган рецензував версію гри для Dreamcast для Next Generation, оцінивши її на дві зірки з п'яти, і заявив, що «Mortal Kombat Gold значною мірою підтверджує, що пік цієї серії припав на MK2, і відтоді вона неухильно занепадає» .
Натомість бразильський журнал SuperGamePower поставив грі 4,5 бали з 5, вважаючи графіку кращою за все, що було створено Едом Буном і Джоном Тобіасом на консолях чи аркадах. Журнал також рекомендує гру фанатам файтингу, особливо тим, хто любить серію Mortal Kombat .

## Реліз
Приблизно через місяць після першого запуску була випущена переглянута версія гри, яка мала на меті вирішити деякі з її найсерйозніших проблем . У цій версії були виправлені найсерйозніші помилки і збої в грі, а також додана підтримка карт пам'яті VMU, що дозволило функціонувати збереженню належним чином. Ця версія була випущена на червоному тонованому диску, на відміну від золотого відтінку оригіналу, і легко ідентифікується за зеленим логотипом «Hot! New!» на обкладинці інструкції .